# Municipio de Frankstown
El municipio de Frankstown (en inglés: Frankstown Township) es un municipio ubicado en el condado de Blair en el estado estadounidense de Pensilvania. En el año 2000 tenía una población de 7.694 habitantes y una densidad poblacional de 61 personas por km².

## Geografía
El municipio de Frankstown se encuentra ubicado en las coordenadas 40°27′30″N 78°22′59″O / 40.45833, -78.38306.

## Demografía
Según la Oficina del Censo en 2000 los ingresos medios por hogar en la localidad eran de $49,677 y los ingresos medios por familia eran $54,348. Los hombres tenían unos ingresos medios de $40,450 frente a los $27,389 para las mujeres. La renta per cápita para la localidad era de $24,329. Alrededor del 6,5% de la población estaban por debajo del umbral de pobreza.